# CAP1400
CAP1400 är en kinesisk tryckvattenreaktor av generation III, utvecklad av State Power Investment Corporation. Den baserades på Westinghouse AP1000-design men med fullständiga kinesiska immateriella rättigheter.

## Design

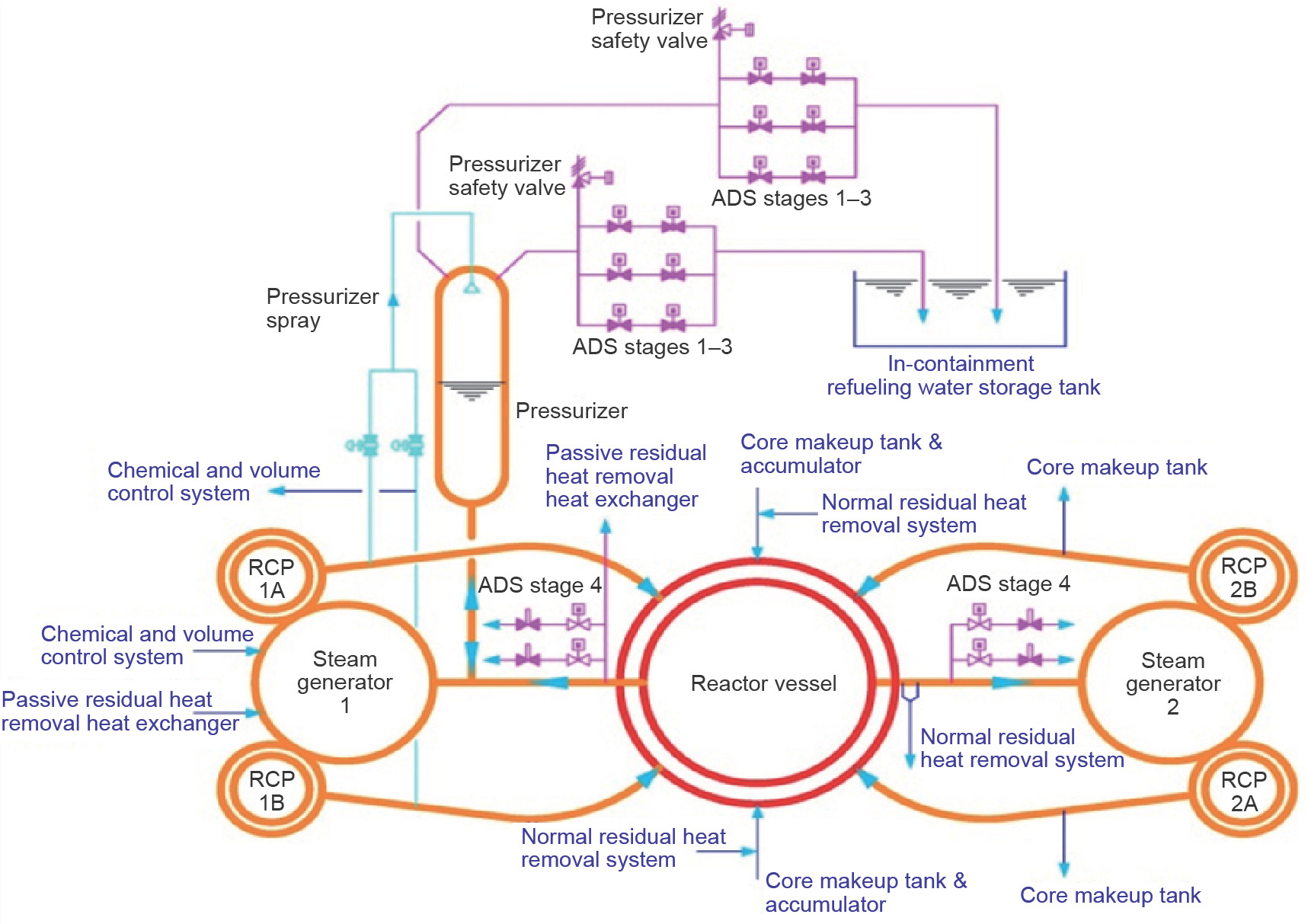
Konfiguration av CAP1400-reaktorns kylsystem.

CAP-1400 är en tryckvattenreaktor där det primära kylmediet, vatten, pumpas under högt tryck till reaktorkärnan där det värms upp av den energi som frigörs vid klyvning av atomer. CAP1400 har två primära kylvätskeslingor som överför värmen som genereras av fissionsreaktionen av 235U i reaktorhärden till ånggeneratorn. Varje slinga består av ett varmt ben, två kalla ben, en ånggenerator och två konserverade pumpar. CAP1400 har en tryckhållare (PRZ) ansluten till ett av de varma benen via en överspänningsledning. Reaktorns bränslekärna har 193 bränslepatroner.
CAP1400 har en konstruktionslivslängd på 60 år, ett påfyllningsintervall på 18 månader och en genomsnittlig utbränningshastighet vid utsläpp på ≥50 000 MWd·(tU)−1. Systemets driftstryck är 15,5 MPa och kylvätskans genomsnittliga temperatur är 304 °C, medan ångtrycket vid ånggeneratorn är 6,01 MPa. Ångflödet vid ånggeneratorn är cirka 1123,4 kg·s−1.
CAP1400 har en kompakt och generell layout. Den täcker en yta på endast 0,164 m²·kW−1, vilket är mindre än AP1000. Den uppskattade kostnaden för CAP-1400 är cirka 16 000 CNY·kW−1 ($2443 USD·kW−1 / $3800 USD·kW−1 PPP)

## Kraftverk
| Namn      | Enhetsnummer | Status              | Byggstart     | Nätanslutning |
| --------- | ------------ | ------------------- | ------------- | ------------- |
| Shidaowan | II-1         | Under driftsättning | 19 juni 2019  | 2024-11-04    |
| Shidaowan | II-2         | Under uppbyggnad    | 21 april 2020 | 2025          |